# Cirolana chaloti
Cirolana chaloti is een pissebed uit de familie Cirolanidae. De wetenschappelijke naam van de soort is voor het eerst geldig gepubliceerd in 1901 door Bouvier.